# 3259 Brownlee
3259 Brownlee је астероид главног астероидног појаса чија средња удаљеност од Сунца износи 3,160 астрономских јединица (АЈ).
Апсолутна магнитуда астероида је 10,0.